# Róth Antal
Róth Antal (Komló, 1960. szeptember 14. –) a Pécsi MSC, a Feyenoord, valamint a magyar labdarúgó-válogatott egykori meghatározó labdarúgója volt. Ezt követően edzőként folytatta pályafutását.

## Pályafutása

### Játékosként
Labdarúgó-pályafutását a Mázaszászvár csapatában kezdte. Innen került 1975-ben a PMSC csapatához. Tehetségére hamarosan felfigyeltek és a serdülő-, az ifjúsági, majd az utánpótlás labdarúgó-válogatott keretének tagja lett. A Pécsi MSC felnőttcsapatában 1979-ben játszott először és hátvédként rövidesen a csapat meghatározó játékosává vált. 1986-tól 1989-ig a holland Feyenoord játékosa volt, ahol ellentmondást nem tűrő és szigorú védőjátéka miatt hamar megkedvelték a szurkolók. 1989-ben súlyos sérülés következtében visszavonult az aktív labdarúgástól.

### Válogatottban
1983 és 1989 között 29 alkalommal szerepelt a válogatottban és 1 gólt szerzett. 1983. szeptember 7-én mutatkozott be az NSZK elleni mérkőzésen. 1986-ban részt vett a mexikói világbajnokságon.

### Edzőként
Aktív pályafutása befejezése után visszatért Pécsre, ahol 1990-től a pályaedzői feladatokat látta el a csapatnál. 1992-1993-ban a Mohácsi FC, majd  1993-1994-ben pécsi anyaegyesülete vezetőedzőjeként tevékenykedett. Ezt követően 1998-ig az utánpótlásért volt felelős. Ezután két évig az FC Sopron labdarúgócsapatát irányította, amely vezényletével feljutott a magyar élvonalba. 2001 áprilisától ismét a pécsi együttes vezetőedzője volt. 2002-től a magyar U21-es labdarúgó-válogatott szövetségi edzői tisztjét töltötte be 2008 márciusáig. 2008-tól ismét a Pécsi Mecsek FC vezetőedzője volt, egészen 2009-ig. Ekkor a rossz szereplés miatt távozni kényszerült a csapat éléről. 2009. szeptember 15-én a Szombathelyi Haladás edzőjévé nevezték ki, Csertői Aurél lemondása után.
2010-ben újfent az U21-es válogatott élére került. 2014 nyarán új pozíciót kapott az MLSZ-ben: az U15–U19-es korosztályos válogatottaknál folyó munkát koordinálta. 2020.  nyára óta az MLSZ sportigazgató-helyettese, az utánpótlás-válogatottak felügyelője.

## Sikerei, díjai
- Magyar bajnokság
  - 2.: 1985–1986
- Az év labdarúgója
  - 1984, 1986

## Statisztika

### Mérkőzései a válogatottban
| Magyarország | Magyarország         | Magyarország                          | Magyarország | Magyarország | Magyarország  | Magyarország       | Magyarország | Magyarország |
| #            | Dátum                | Helyszín                              | Hazai        | Eredmény     | Vendég        | Kiírás             | Gólok        | Esemény      |
| ------------ | -------------------- | ------------------------------------- | ------------ | ------------ | ------------- | ------------------ | ------------ | ------------ |
| 1.           | 1983. szeptember 7.  | Budapest, Népstadion                  | Magyarország | 1 – 1        | NSZK          | barátságos         | -            |              |
|              | 1983. szeptember 21. | Drama                                 | Görögország  | 1 – 2        | Magyarország  | olimpiai selejtező | -            | 46'          |
| 2.           | 1983. október 26.    | Budapest, Népstadion                  | Magyarország | 1 – 0        | Dánia         | Eb-selejtező       | -            |              |
| 3.           | 1983. december 3.    | Szaloniki, Kaftanzoglu-stadion        | Görögország  | 2 – 2        | Magyarország  | Eb-selejtező       | -            |              |
| 4.           | 1984. április 4.     | Isztambul, Beşiktaş İnönü Stadion     | Törökország  | 0 – 6        | Magyarország  | barátságos         | -            |              |
|              | 1984. április 11.    | Budapest, Megyeri úti stadion         | Magyarország | 1 – 1        | Bulgária      | olimpiai selejtező | -            |              |
|              | 1984. április 25.    | Moszkva, Luzsnyiki Stadion            | Szovjetunió  | 0 – 1        | Magyarország  | olimpiai selejtező | -            |              |
| 5.           | 1984. június 6.      | Brüsszel, Heysel Stadion              | Belgium      | 2 – 2        | Magyarország  | barátságos         | -            | 46'          |
| 6.           | 1984. augusztus 22.  | Budapest, Népstadion                  | Magyarország | 3 – 0        | Svájc         | barátságos         | -            | 46'          |
| 7.           | 1984. augusztus 25.  | Budapest, Népstadion                  | Magyarország | 0 – 2        | Mexikó        | barátságos         | -            |              |
| 8.           | 1984. szeptember 26. | Budapest, Népstadion                  | Magyarország | 3 – 1        | Ausztria      | vb-selejtező       | -            |              |
| 9.           | 1984. október 17.    | Rotterdam, Feijenoord Stadion         | Hollandia    | 1 – 2        | Magyarország  | vb-selejtező       | -            |              |
| 10.          | 1984. november 17.   | Limassol, Tszirion Stadion            | Ciprus       | 1 – 2        | Magyarország  | vb-selejtező       | 1            | 49'          |
| 11.          | 1985. január 29.     | Hamburg, Volksparkstadion             | NSZK         | 0 – 1        | Magyarország  | barátságos         | -            |              |
| 12.          | 1985. április 3.     | Budapest, Népstadion                  | Magyarország | 2 – 0        | Ciprus        | vb-selejtező       | -            |              |
| 13.          | 1985. április 17.    | Bécs, Hanappi Stadion                 | Ausztria     | 0 – 3        | Magyarország  | vb-selejtező       | -            |              |
| 14.          | 1985. május 14.      | Budapest, Népstadion                  | Magyarország | 0 – 1        | Hollandia     | vb-selejtező       | -            |              |
| 15.          | 1985. október 16.    | Cardiff, Ninian Park                  | Wales        | 0 – 3        | Magyarország  | barátságos         | -            |              |
| 16.          | 1985. december 9.    | Irapuato (MEX)                        | Magyarország | 1 – 0        | Dél-Korea     | barátságos         | -            | 46'          |
| 17.          | 1985. december 11.   | Monterrey, Technológico Stadion (MEX) | Magyarország | 3 – 1        | Algéria       | barátságos         | -            |              |
| 18.          | 1985. december 14.   | Toluca                                | Mexikó       | 2 – 0        | Magyarország  | barátságos         | -            |              |
| 19.          | 1986. június 2.      | Irapuato, Estadio Irapuato (MEX)      | Szovjetunió  | 6 – 0        | Magyarország  | vb-csoportkör      | -            | 12'          |
| 20.          | 1986. június 6.      | Irapuato, Estadio Irapuato (MEX)      | Magyarország | 2 – 0        | Kanada        | vb-csoportkör      | -            | 27'          |
| 21.          | 1986. június 9.      | León, Estadio León (MEX)              | Magyarország | 0 – 3        | Franciaország | vb-csoportkör      | -            |              |
| 22.          | 1986. szeptember 9.  | Oslo, Ullevaal Stadion                | Norvégia     | 0 – 0        | Magyarország  | barátságos         | -            |              |
| 23.          | 1986. október 15.    | Budapest, Népstadion                  | Magyarország | 0 – 1        | Hollandia     | Eb-selejtező       | -            | 46'          |
| 24.          | 1986. november 12.   | Athén, Olimpiai Stadion               | Görögország  | 2 – 1        | Magyarország  | Eb-selejtező       | -            |              |
| 25.          | 1987. február 8.     | Limassol, Círio Stadion               | Ciprus       | 0 – 1        | Magyarország  | Eb-selejtező       | -            |              |
| 26.          | 1988. április 27.    | Budapest, Népstadion                  | Magyarország | 0 – 0        | Anglia        | barátságos         | -            | 78'          |
| 27.          | 1988. augusztus 31.  | Linz, Linzer Stadion                  | Ausztria     | 0 – 0        | Magyarország  | barátságos         | -            |              |
| 28.          | 1988. szeptember 21. | Reykjavík, Laugardarsvöllur           | Izland       | 0 – 3        | Magyarország  | barátságos         | -            | 78'          |
| 29.          | 1989. október 11.    | Budapest, Népstadion                  | Magyarország | 2 – 2        | Spanyolország | vb-selejtező       | -            | 46'          |
|              | Összesen             |                                       |              | 29           | mérkőzés      |                    | 1            | gól          |

## Külső hivatkozások
- Dunántúli Napló Online vendége Róth Antal
- origo.hu: Róth Antal nem várt köszönetet, 2008. március 6.
- obudaisport.hu: Nyilasi, Szokolai, Both és Varga után Róth is megy…
- Profilja a Feyenoord honlapján (holland)